# Era de uranio
«Era de uranio» es una canción compuesta por los músicos argentinos Luis Alberto Spinetta y Leo Sujatovich e interpretado por la banda Spinetta Jade, que integra el álbum Bajo Belgrano de 1983, tercer álbum de la banda, ubicado en la posición nº 69 de la lista de los 100 mejores discos del rock argentino por la revista Rolling Stone.
En este álbum Spinetta Jade formaba con Spinetta (voz y guitarra), Leo Sujatovich (teclados), Pomo Lorenzo (batería) y César Franov (bajo).
Fue uno de los tres temas del álbum, junto con "Maribel se durmió" y "Vida siempre", elegidos por Spinetta para interpretar en el megarecital Spinetta y las Bandas Eternas organizado en 2009 para celebrar sus 40 años en la música; los tres interpretados junto a Leo Sujatovich.

## La canción
«Era de uranio» es el octavo track (tercero del Lado B del disco de vinilo original). Se destaca la introducción de solo de piano de Sujatovich y la "preciosa melodía" de la canción, definida por la sucesión la-re-la-re/sol-do-sol-do, indudablemente spinetteana, que se corresponde con cada sílaba de la letra con la que comienza cada estrofa.